# Žihle
Žihle (německy Scheles) je obec, dříve město v okrese Plzeň-sever v Plzeňském kraji. Žije zde přibližně 1 300 obyvatel. Vsí protéká Žihelský potok.

## Název
Původní název Žehel nebo podobný byl nejspíš odvozen za základu žeh- a pozdějším jazykovým vývojem se změnil na Žihli. V historických pramenech se jméno objevuje ve tvarech: Scheala (1238), Zel (1268), in Vzehl (1306), Zehel (1351), Zyhel (1352, 1395), Zihel (1370, 1377), Zyehel (1399, 1413), Zziehel (1420), Ziehel (1456), Zihle (1558, 1595), „díl pátej zihelsky“ a Zihell (1596), na Zihli (1599), na Žihli (1603), Zielezy (1654), Schöles, Zelecž a Zihle (1787), Scheles, Zeleč a Zihle (1846) a Žihle nebo německy Schöles (1848).

## Historie
První písemná zmínka o vesnici pochází z roku 1238. Tehdy český král Václav I. směnou za Kožlany s lesem postoupil Žihli plaskému klášteru. Roku 1268 byla uváděna jako trhové místo.
Od husitských válek patřila Žihle k rabštejnskému panství a na městečko byla povýšena v roce 1559 Ferdinandem I. Habsburským. V témže roce byl na místě staré tvrze vystavěn renesanční zámeček, který stojí v obci dodnes. Za třicetileté války byla Žihle dvakrát obsazena (1639, 1645) švédským vojskem a vypálena. Poté bylo místní obyvatelstvo doplněno německými rodinami z okolí Horního Slavkova.
Dne 26. srpna 1923 byla slavnostně otevřena nová školní budova, v roce 1925 byl u nádraží otevřen Národní dům s restaurací a kinem, postavený především z peněz Národní jednoty pošumavské. Kino zahájilo provoz 28. listopadu promítáním filmu Zoro mstitel s Douglasem Fairbanksem v hlavní roli.

## Přírodní poměry
Žihle sousedí na severu s Pastuchovicemi, na jihovýchodě s Potvorovem a Přehořovem, na jihu s Odlezly, na jihozápadě s Hlubokou a na západě s Novým Dvorem. Ves leží na východním okraji přírodního parku Horní Střela. V přírodní památce U Báby – U Lomu dva kilometry severozápadně od Žihle jsou obří žulové balvany Dědek a Bába.

## Obyvatelstvo
Při sčítání lidu v roce 1921 zde žilo 945 obyvatel (z toho 459 mužů), z nichž bylo 176 Čechoslováků, 720 Němců, dvacet Židů a 29 cizinců. Většina se jich hlásila k římskokatolické církvi, ale devět jich patřilo k evangelickým církvím, 78 k církvi československé, 27 k církvi izraelské a jedenáct lidí bylo bez vyznání. Podle sčítání lidu z roku 1930 měla vesnice 1 152 obyvatel: 323 Čechoslováků, 809 Němců, šest Židů a čtrnáct cizinců. Stále převládala výrazná římskokatolická většina, ale žilo zde také 28 evangelíků, 59 členů církve československé, dvanáct židů, dva příslušníci jiných nezjišťovaných církví a 49 lidí bez vyznání.
|           | 1869 | 1880 | 1890 | 1900 | 1910 | 1921 | 1930  | 1950 | 1961 | 1970 | 1980  | 1991  | 2001  | 2011  | 2021  |
| --------- | ---- | ---- | ---- | ---- | ---- | ---- | ----- | ---- | ---- | ---- | ----- | ----- | ----- | ----- | ----- |
| Obyvatelé | 731  | 769  | 751  | 765  | 806  | 945  | 1 152 | 950  | 921  | 917  | 1 020 | 1 191 | 1 268 | 1 244 | 1 049 |
| Domy      | 117  | 134  | 138  | 144  | 144  | 159  | 232   | 254  | 216  | 219  | 218   | 279   | 303   | 278   | 316   |

## Obecní správa
Žihle bývala v minulosti městem.

### Části obce
- Žihle
- Hluboká
- Kalec
- Nový Dvůr
- Odlezly
- Přehořov

Od 1. července 1980 do 23. listopadu 1990 k obci patřily i Balková, Pastuchovice a Tis u Blatna a od 1. července 1980 do 31. prosince 1991 také Ostrovec a Velečín.

### Obecní symboly
Na žádost Jáchyma Šlika z Holejče byly Žihli králem Ferdinandem I. 28. listopadu 1559 obnoveny všechny dřívější svobody a městečko získalo znak. Červený štít nese stříbrnou věžovitou bránu. Spodní část brány je čtverhranná s cimbuřím o pěti stínkách. Brána s klenákem je otevřená a v ní je zlatá mříž vytažená do půlky. Okrouhlá horní část věže má dvě obdélná okna vedle sebe a cimbuří o šesti stínkách. Z oken i vrchu věže šlehají mohutné červenožluté plameny, které vyplňují celou horní polovinu štítu. Vlajka byla obci udělena rozhodnutím předsedy Poslanecké sněmovny Parlamentu České republiky dne 8. června 2004.

## Doprava
Vesnicí vede silnice II/206 a železniční trať Plzeň–Žatec, na které se nachází stanice Žihle.

## Pamětihodnosti

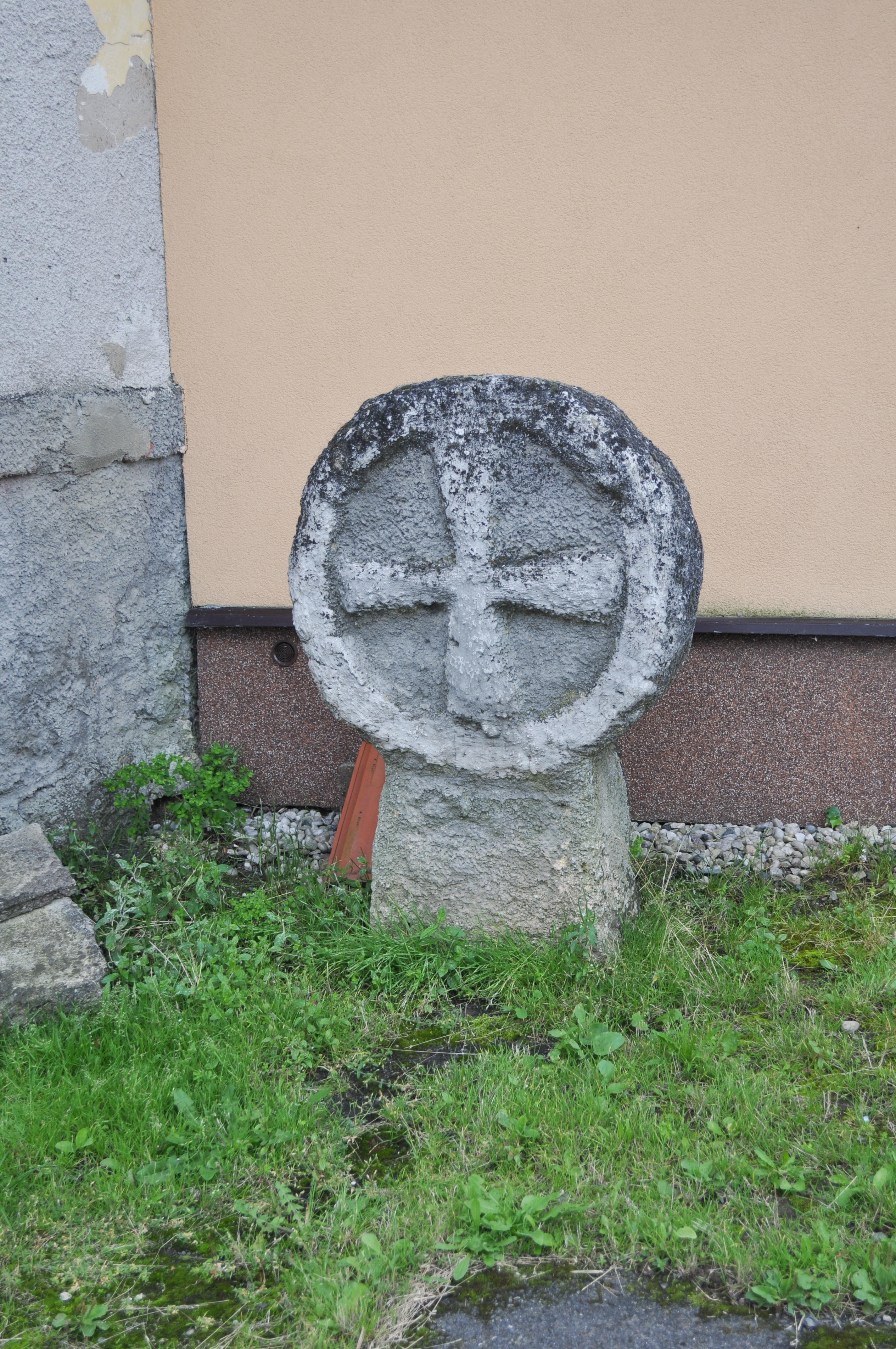
Smírčí kámen

- Žihelský zámek stojí v sousedství kostela svatého Václava. Postaven byl po roce 1595 Mikulášem Libštejnským z Kolovrat. Jako panské sídlo přestal sloužit na počátku třicetileté války a okolo roku 1700 byl přestavěn na hostinec.[13]
- Kostel svatého Václava
- Kostel svatých Filipa a Jakuba
- Socha svatého Jana Nepomuckého
- Socha svatého Rocha
- Socha svatého Jiljí
- Usedlosti čp. 6, 14 a 77
- Dům čp. 52
- Smírčí kámen